# Hadena tepeca
Hadena tepeca är en fjärilsart som beskrevs av Schauss 1894. Hadena tepeca ingår i släktet Hadena och familjen nattflyn. Inga underarter finns listade i Catalogue of Life.